# Nut
Nut er himmelgudinden i ægyptisk religion.
Nut er datter af Shu, guden for luft, tørhed og Tefnut, gudinde for fugtighed.
Hendes mand er Geb, Jorden med hvem hun har børnene Osiris, Isis, Seth og Nephthys. Nut betyder for himmelrummet. Nut afbildes med blå hud og hendes krop er dækket af stjerner, stående på alle fire over hendes mand, som himlen hvælver sig over jorden. Nut er den barriere, der adskiller kaos fra universet fra ordenen på jorden. Et sagn siger at solguden Ra går ind i hendes mund om aftenen, og at han genfødes af hende næste morgen.
| Mytologi | Spire Denne artikel om mytologi er en spire som bør udbygges. Du er velkommen til at hjælpe Wikipedia ved at udvide den. |